# Montague (Massachusetts)
Montague é uma vila localizada no condado de Franklin no estado estadounidense de Massachusetts. No Censo de 2010 tinha uma população de 8.437 habitantes e uma densidade populacional de 103,55 pessoas por km².

## Geografia
Montague encontra-se localizado nas coordenadas 42° 33′ 24″ N, 72° 31′ 02″ O. Segundo o Departamento do Censo dos Estados Unidos, Montague tem uma superfície total de 81.48 km², da qual 78.11 km² correspondem a terra firme e (4.14%) 3.37 km² é água.

## Demografia
Segundo o censo de 2010, tinha 8.437 pessoas residindo em Montague. A densidade populacional era de 103,55 hab./km². Dos 8.437 habitantes, Montague estava composto pelo 92.72% brancos, o 1.2% eram afroamericanos, o 0.3% eram amerindios, o 0.79% eram asiáticos, o 0.02% eram insulares do Pacífico, o 2.1% eram de outras raças e o 2.87% pertenciam a duas ou mais raças. Do total da população o 5.19% eram hispanos ou latinos de qualquer raça.